# Amata phoenicozona
Amata phoenicozona là một loài bướm đêm thuộc phân họ Arctiinae, họ Erebidae.